# Francisco de Paula del Castillo Ulrri
Francisco de Paula del Castillo Ulrri (Sanlúcar de Barrameda (Cádiz), 14 de abril de 1822-ibid., 2 de abril de 1908) fue un político español. Diputado por Sevilla (1869-1871) y alcalde de la ciudad en 1868 y 1872. En 1873 fue nombrado gobernador civil de Sevilla, representante de la Asamblea Nacional, siendo presidente del ejecutivo Francisco Pi y Margall; también fue senador por la provincia de Sevilla en 1872-1873, reinando Amadeo de Saboya, y diputado por Priego de Córdoba en las cortes de la Primera República española.
Durante su mandato como alcalde de Sevilla en tiempos del Sexenio Democrático se llevaron a cabo parte de los derribos y puertas de la ciudad. 
| Predecesor: Joaquin Auñón Leon de Orbaneja | Alcalde de Sevilla 1868 | Sucesor: Fernando Pons Ojeda      |
| Predecesor: Manuel de la Puente y Pellón   | Alcalde de Sevilla 1872 | Sucesor: Romualdo Fernández Luque |